# David Filo
David Filo amerikai üzletember; a Yahoo! társalapítója és vezetője. 1966-ban született, az USA-beli Wisconsin államban.

## Pályafutása röviden
Hatéves korában családjával a Louisiana államban található Moss Bluff városába költözött. Érettségijét a Sam Houston Középiskolában szerezte. A Tulane Egyetemen, ösztöndíjjal folytatta tanulmányait, ahol mérnök informatikus oklevelet szerzett, majd a Stanford Egyetemen diplomázott.
Egészen 2002-ig (mikoris a cég a PHP használata mellett döntött) saját Filo Server Program névre keresztelt, C-ben írt alkalmazása látta el a Yahoo! oldalait.

## Magánélete
2006-ban vagyonát nagyjából 2,9 milliárd amerikai dollárra becsülték, ezzel ő volt a világ 240. leggazdagabb embere. Kerüli a nyilvános szerepléseket, rendszeresen adományoz kisebb-nagyobb összegeket egyetemeknek; 2005-ben például 30 millió amerikai dollárral támogatta egyetemének műszaki karát.
Házas, felesége Linda. Otthonuk jelenleg két helyen, Palo Altóban és Redwoodban található.

## Referenciák
- David Filo oldala

## Érdekességek
- Egyetemista korában arról győzte meg Larry Page-t és Sergey Brint (A Google keresőmotorjának kifejlesztőit), hogy találmányukat ne adják el, hanem saját céget alapítva igyekezzenek boldogulni. Eleinte saját maga is részvényes volt a Google-ben, mely akkoriban a Yahoo! egyetlen és legnagyobb konkurensének számított.